# Oberförsterei Kloster Zinna

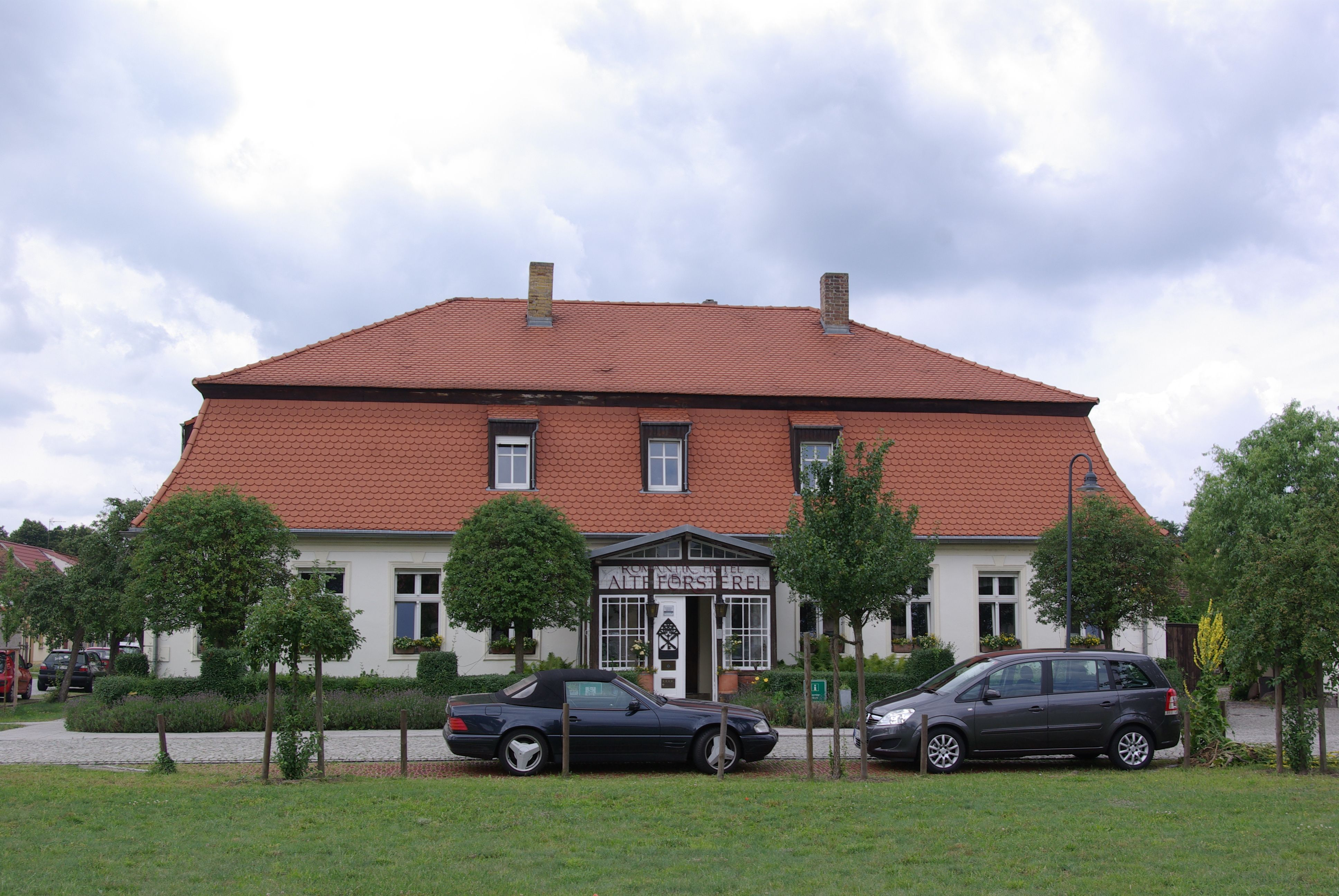
Markt 7, Die Oberförsterei

Die Oberförsterei Kloster Zinna ist ein Gebäude im Jüterboger Ortsteil Kloster Zinna im Landkreis Teltow-Fläming in Brandenburg. Das Gebäude steht unter Denkmalschutz. Es befindet sich an der Westseite des Marktes und der Kreuzung zur Mittelstraße.

## Geschichte
Das Haus der damaligen „neuen Försterei“ wurde im Jahre 1767 erbaut. Der Bau bildet mit der Größe und der repräsentativen Bauweise den Mittelpunkt von Kloster Zinna. Bereits nach der Fertigstellung des Hauses besuchte König Friedrich II. das Haus zum ersten Mal. Im Jahre 1771 wurde Herr Géné Oberförster. Bis zum Jahr 1784 wurde der Seitenflügel mit dem Stallgebäude zur Mittelstraße angebaut. Im 19. und 20. Jahrhundert gab es im Inneren Veränderungen. Der letzte Oberförster wohnte hier bis 1932. Danach wohnte hier der Fuhrunternehmer Otto Paul. Von 1993 bis 1994 wurde das Gebäude zu einem Hotel und Restaurant umgebaut und seitdem so genutzt.

## Das Haus
Das eingeschossige Haus hat zum Marktplatz neun Fensterachsen und ist spiegelsymmetrisch aufgebaut. Die Vorlaube zum Eingang wurde später (um 1900) hinzugefügt. Die Fassade des Seitenflügels zur Mittelstraße hat vier Fensterachsen. Die Fassade ist gegliedert durch Ecklisenen, ein Traufgesims und Fensterrahmen mit Schlusssteinen. In der mittleren Achse zum Marktplatz befindet sich der Eingang mit einer Doppelflügeltür im Stil des Rokokos. Das Dach ist ein Mansardwalmdach, im Mansardgeschoss ist das Dach ausgebaut, hier befinden sich drei Gauben. Die Fassade des Stalles ist mit Fugenschnitt gegliedert. Die Rückfront des Gebäudes ist aus Backstein erstellt und nicht verputzt.
Im Inneren befindet sich eine Diele in der Mitte des Gebäudes. Fußboden und Türen sind aus der Zeit um 1900. Links von der Diele befindet sich ein Saal. Hier befanden sich Wandbespannungen mit Landschaftsmalungen, diese Landschaftsmalung stammt wahrscheinlich von Carl Friedrich Fechhelm. Die Wandbespannung und die Wandgemälde gelangten 1960 in das Schloss Berlin-Friedrichsfelde. Die Hofeinfahrt wurde überbaut. Im Stall befindet sich heute ein Restaurant.
Im Hof befinden sich noch Remise, Stallgebäude und Scheune aus der zweiten Hälfte des 19. Jahrhunderts. Daneben gibt es noch Neubauten im Hof.

## Sonstiges
Vor dem Haus steht eine Statue des Königs Friedrich II. Die Friedenseiche auf dem Platz ist ein Naturdenkmal.